# Ensemble Meinheim

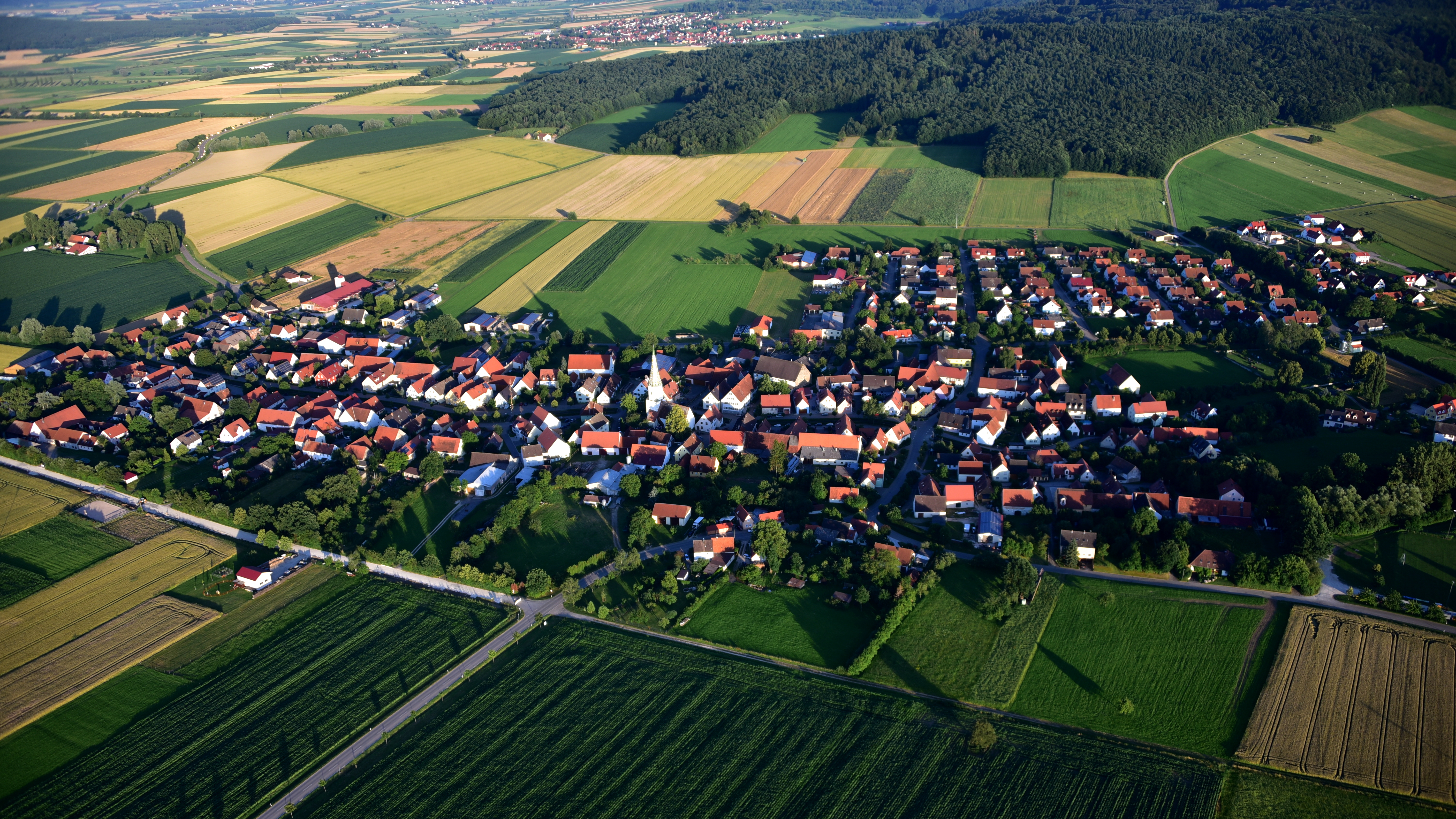
Meinheim

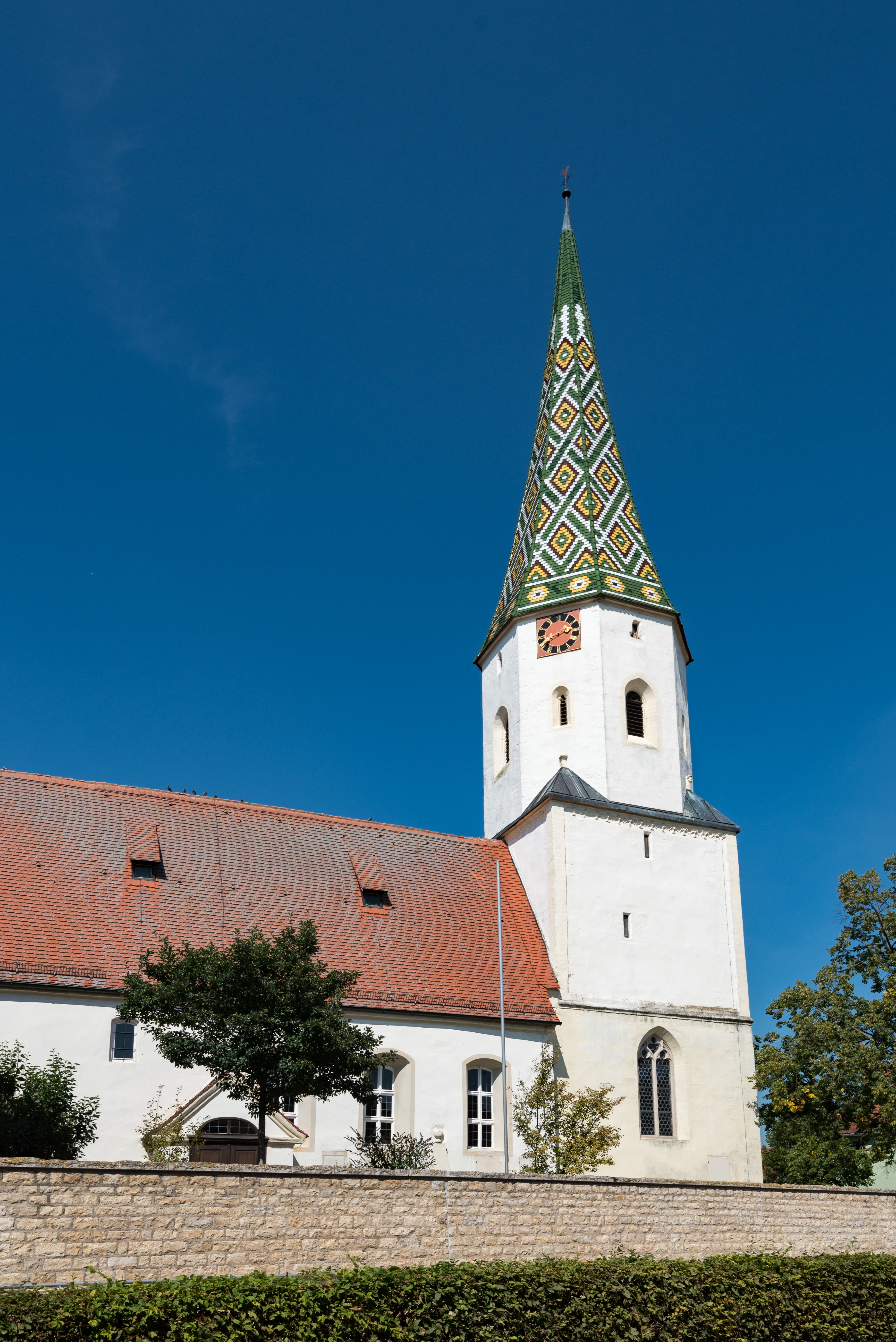
Evangelische Pfarrkirche St. Wunibald

Das Ensemble Meinheim umfasst den historisch bebauten Bereich von Meinheim, einer Gemeinde im mittelfränkischen Landkreis Weißenburg-Gunzenhausen in Bayern. Das Ensemble ist ein geschütztes Baudenkmal.

## Beschreibung
Das Ensemble umfasst die Hauptstraße des Pfarrdorfes, die an einem in die Altmühl eintretenden Bach angelegt wurde und sich im späten Mittelalter zum Bachangerdorf entwickelte. Das Straßendorf erstreckt sich zu beiden Seiten des offen fließenden, 1962 gefassten Bachlaufes. 
Das Ortsbild bäuerlichen Charakters bestimmen die zu beiden Seiten des Baches aufgereihten Höfe in Dreiseit- und Hakenform. Die älteren Bauernhäuser des 18./19. Jahrhunderts sind meist noch erdgeschossige, die jüngeren seit dem Ende des 19. Jahrhunderts zweigeschossige, überwiegend giebelständig orientierte Satteldachbauten. 
Die Pfarrkirche St. Wunibald mit ihrem spätgotischen Spitzhelmturm im Osten ist so am ostwestlich fließenden Bach postiert, dass sie das Ortsbild beherrscht.